# Happy Hour!
Happy Hour! är ett samlingsalbum av det amerikanska punkrocksbandet The Offspring. Albumet, som enbart släpptes i Japan, är en hyllning till att det var 15 år sedan bandet höll sin första konsert där.

## Låtlista
Alla låtar är skrivna och komponerade av The Offspring, om inte annat anges. 
| Nr  | Titel                                                          | Album/singel                 | Längd |
| --- | -------------------------------------------------------------- | ---------------------------- | ----- |
| 1.  | Come Out and Play (Keep 'Em Separated) (Live-version)          | Smash                        | 3:11  |
| 2.  | Pretty Fly (for a White Guy) (Live-version)                    | Americana                    | 3:05  |
| 3.  | All I Want (Live-version)                                      | Ixnay on the Hombre          | 2:07  |
| 4.  | Gone Away (Live-version)                                       | Ixnay on the Hombre          | 4:17  |
| 5.  | Staring at the Sun (Live-version)                              | Americana                    | 2:27  |
| 6.  | Hit That (Live-version)                                        | Splinter                     | 2:48  |
| 7.  | Gotta Get Away (Live-version)                                  | Smash                        | 3:47  |
| 8.  | Dammit, I Changed Again (Live-version)                         | Conspiracy of One            | 2:55  |
| 9.  | D.U.I.                                                         | Club Me                      | 2:30  |
| 10. | Beheaded '99                                                   | Idle Hands-soundtrack        | 2:41  |
| 11. | Sin City (skriven av AC/DC)                                    | "Million Miles Away"-singeln | 4:27  |
| 12. | I Got a Right (skriven av Iggy Pop)                            | Club Me                      | 2:22  |
| 13. | Hey Joe (skriven av Billy Roberts)                             | Baghdad                      | 2:39  |
| 14. | 80 Times (skriven av True Sounds of Liberty)                   | "Want You Bad"-singeln       | 2:07  |
| 15. | Autonomy (skriven av Buzzcocks)                                | "Want You Bad"-singeln       | 2:36  |
| 16. | Want You Bad (Blag Dahlia Remix)                               | Conspiracy of One            | 3:10  |
| 17. | Why Don't You Get a Job? (The Baka Boyz Remix)                 | Americana                    | 4:21  |
| 18. | Million Miles Away (Apollo 440 Remix)                          | Conspiracy of One            | 4:01  |
| 19. | Pretty Fly (for a White Guy) (The Baka Boyz 'Low Rider' Remix) | Americana                    | 3:03  |